# Prato di Campoli

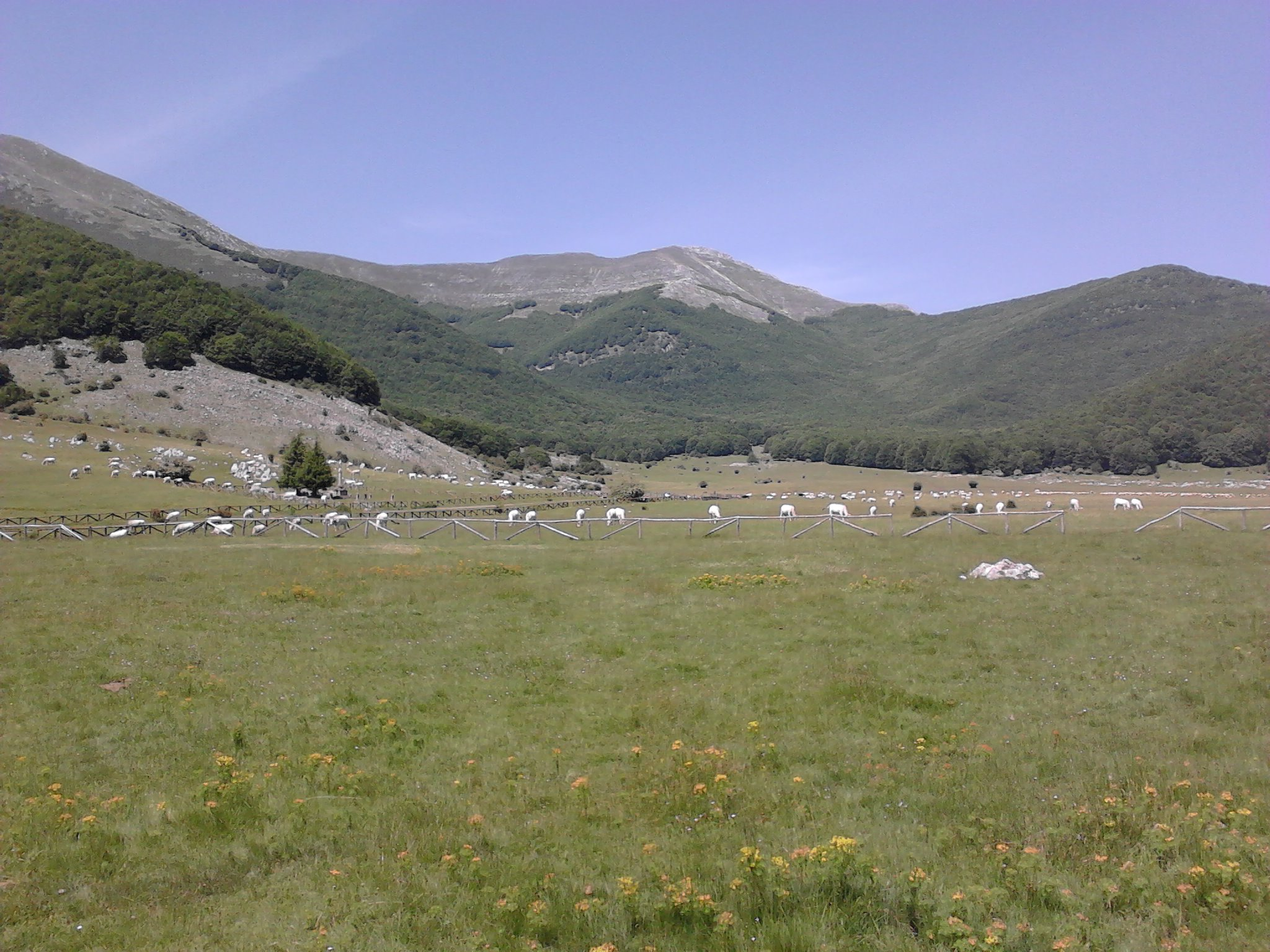
Il pianoro di Prato di Campoli. Sullo sfondo Pizzo Deta (2041 m s.l.m.), la seconda vetta più alta dei Monti Ernici.

Prato di Campoli è una località naturalistica situata interamente nel comune di Veroli. Con i suoi 1143 metri d'altitudine, è anche un importante punto di partenza per escursioni su diverse cime dei Monti Ernici.
A nord del grande pianoro, che si apre come radura in mezzo ad estese faggete secolari, troviamo la seconda cima più alta dei Monti Ernici: Pizzo Deta (2041 m s.l.m.). Ad ovest è circondato da altre cime che sfiorano i 2000 metri di quota, tra queste c’è anche la cima più alta dei Monti Ernici: Monte del Passeggio (2064 m s.l.m.). A sud troviamo il comune di Veroli, mentre ad est c'è un'estesa ed imponente faggeta, che separa il pianoro dalla Valle Roveto.
La foresta di faggi di Prato di Campoli è, nell’Appennino centrale, “uno dei rari lembi residui di faggeta plurisecolare ad alto fusto.  Lo strato arboreo è disetaneo, e vi si osservano ancora maestosi individui di faggio (Fagus sylvatica). Di particolare rilevanza floristica la presenza di Gymnocarpium dryopteris una delle più rare felci dell’Appennino”.

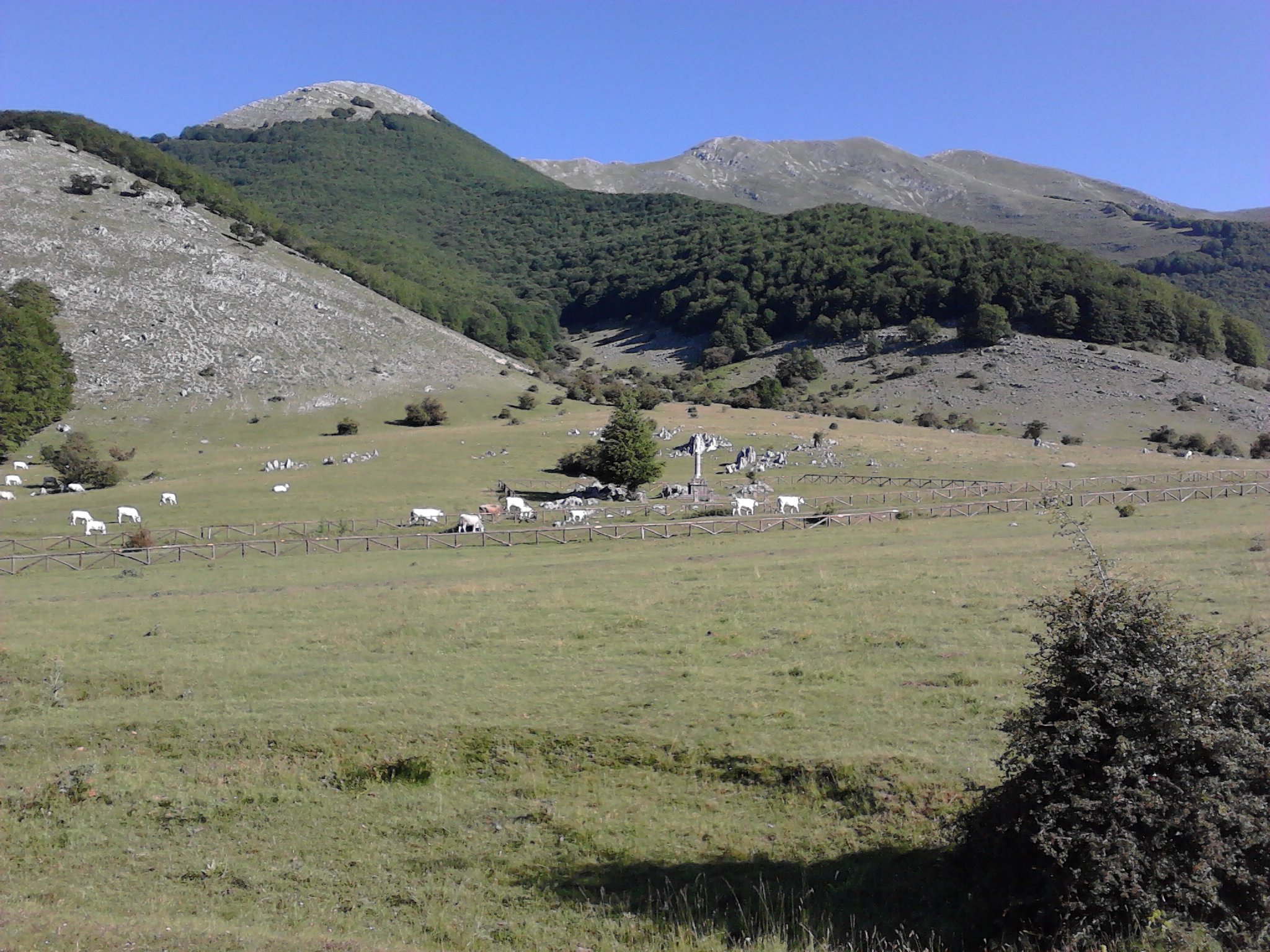
Prato di Campoli versante ovest